# Schiffermuseum Zehdenick
Das Schiffermuseum Zehdenick ist ein Großfinowmaßkahn mit dem Namen Carola und wurde 2001 als Museumsschiff eröffnet. Der Liegeplatz befindet sich an der Elisabethmühle im Hafen der Stadt Zehdenick.

## Geschichte
Die Carola wurde 1916 als Großfinowmaßkahn überwiegend für den Einsatz im Elbe-Havel-Fahrtgebiet als motorisiertes Binnenschiff auf der Werft „Braun“, vormals J. Hansen, in Speyer gebaut. Der Großfinowmaßkahn mit 42,5 Metern Länge und 5,06 Metern Breite war auf dieses Fahrtgebiet abgestimmt und konnte die kleinen Schleusen der märkischen und mecklenburgischen Wasserstraßen problemlos befahren.

Die Stadt Zehdenick mit den Partnern Fremdenverkehrsverein Zehdenick, Schifferverein „Einigkeit 1829“ Zehdenick, A–Z Oberflächenveredelung und AQUA Zehdenick hatte das voll funktionstüchtige Schiff 2000 vom letzten Eigentümer erworben und zu einem Schiffermuseum umgebaut. 2001 wurde das Museumsschiff im Hafen in Sichtweite der Schleuse Zehdenick eröffnet.

Eine Besonderheit ist, dass das Museumsschiff regelmäßig bundesweit auf den Wasserstraßen unterwegs ist, um die im Laderaum befindliche Ausstellung und die Stadt Zehdenick zu präsentieren.

## Ausstellung
Die Havel war über Jahrhunderte hinweg ein wichtiger Transportweg, besonders für Massengüter. In Zehdenick und Umgebung waren der Kahn- und Schiffbau sowie die Binnenschifffahrt ab dem 17. Jahrhundert bis ins 20. Jahrhundert hinein wichtige Berufszweige. 1773 waren drei Schiffbauer hier beheimatet und ab 1790 entstanden mehrere Schiffe für die „Königliche Holzadministration“. 1889 wurde die Schiffbauer-Innung gegründet und die rasch anwachsende Ziegelindustrie verursacht einen schnellen Aufschwung der hiesigen Havelschifffahrt.

Daher werden viele Schiffsmodelle und Schifferutensilien zur Havelschifffahrt dieses Zeitraumes präsentiert. Außerdem sind viele Fotos und Werkzeuge zum Binnenschiffbau ausgestellt. Da Zehdenick ein sehr bedeutendes Zentrum der Ziegelindustrie war, finden sich dazu Modelle vom Ringofen und viele Fotos zur Beladung der Zehdenicker Havelschiffe mit Ziegelsteinen. Über 60 Ringöfen brannten um 1914 jährlich rund 500 Millionen Ziegelsteine, von denen ein Großteil über die Havel und den Voßkanal in die stetig wachsenden Vorgängerstädte des heutigen Berlins verschifft wurden.

Ein weiterer Schwerpunkt der Ausstellung ist die im Jahr 1829 erfolgte Gründung der Sterbe- und Unterstützungskasse der Schiffer und der ebenfalls in diesem Jahr gegründete Schifferverein Zehdenick. 1901 wurde der Schifferverein in eine reine Berufsorganisation gewandelt. Nach der Wende erfolgte 1991 die Neugründung des Schiffervereins von Zehdenick unter dem Namen „Einigkeit“.

Mitte der 1930er Jahre gab es in Zehdenick etwa 500 Schiffer mit rund 290 Lastkähnen. Nach dem Zweiten Weltkrieg waren es noch rund 200 Schiffseigner. Im brandenburgischen Schifferregister sind derzeit rund 30 Schiffe mit dem Heimathafen Zehdenick registriert.

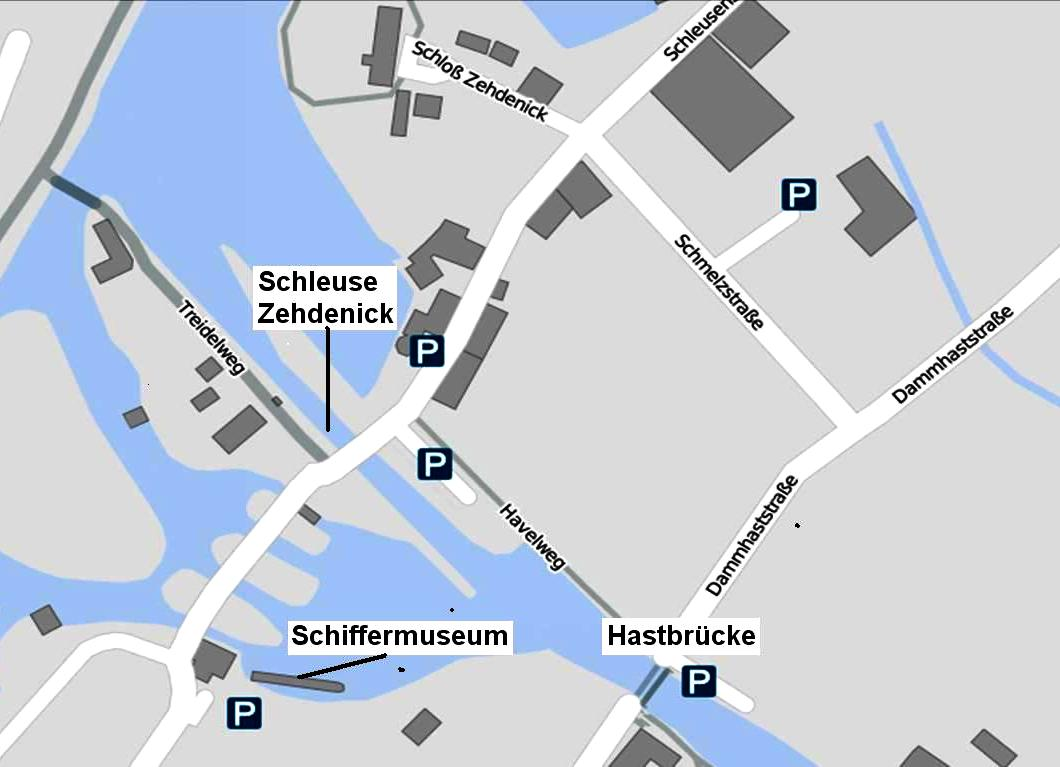
Karte vom Hafen mit Schiffermuseum, Schleuse und Hastbrücke in Zehdenick
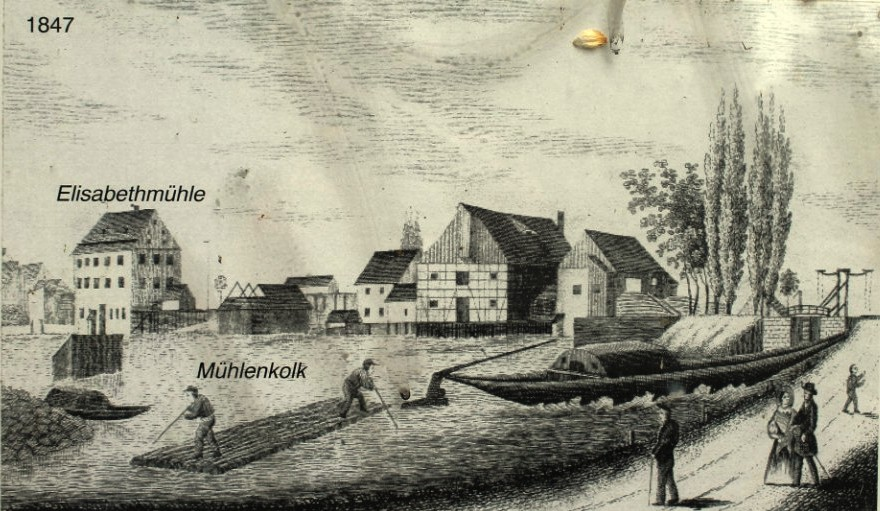
1847, Zehdenicker Schleuse und Mühle
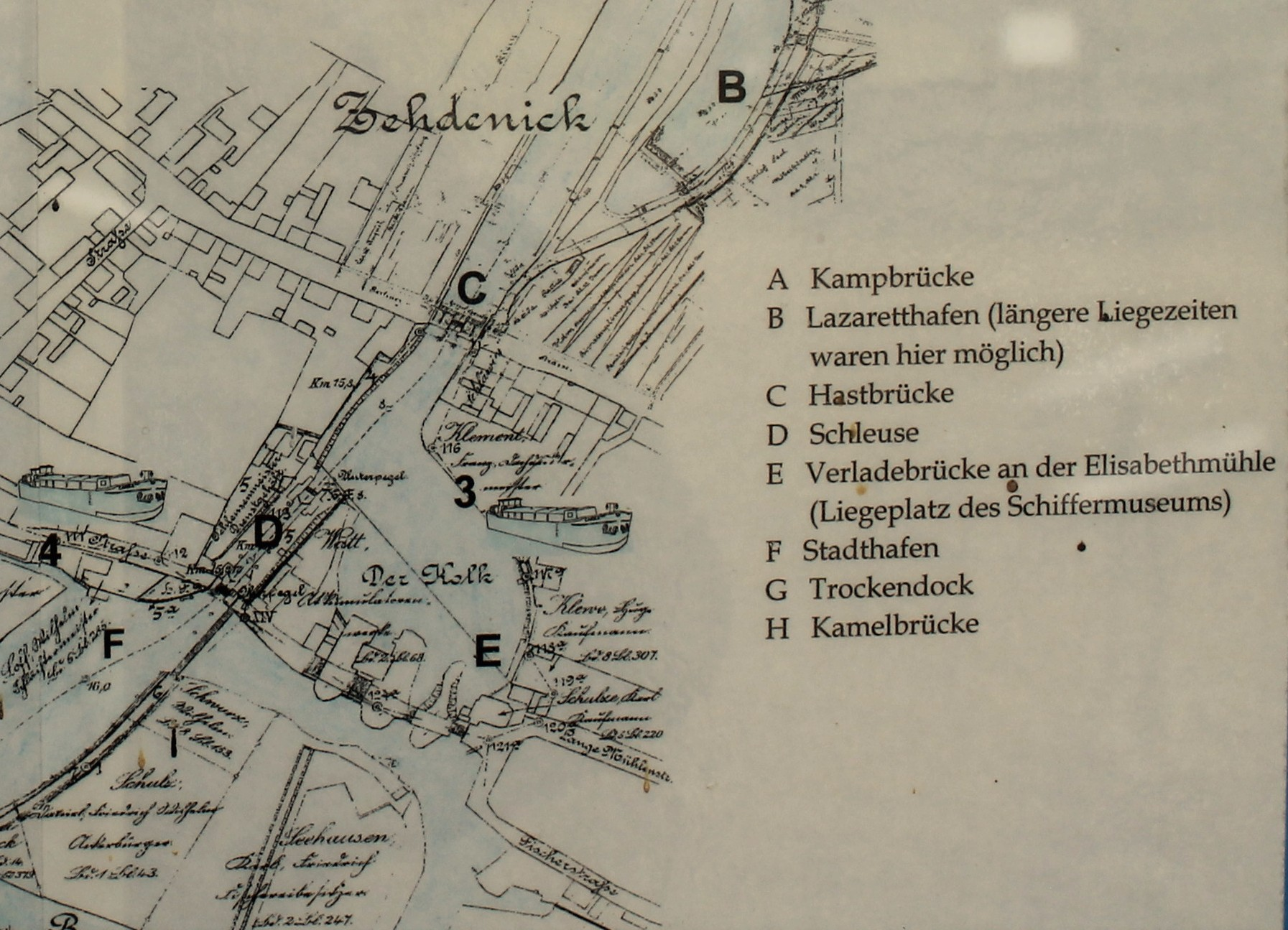
Alte Skizze von Zehdenick (E = Liegeplatz Schiffermuseum)
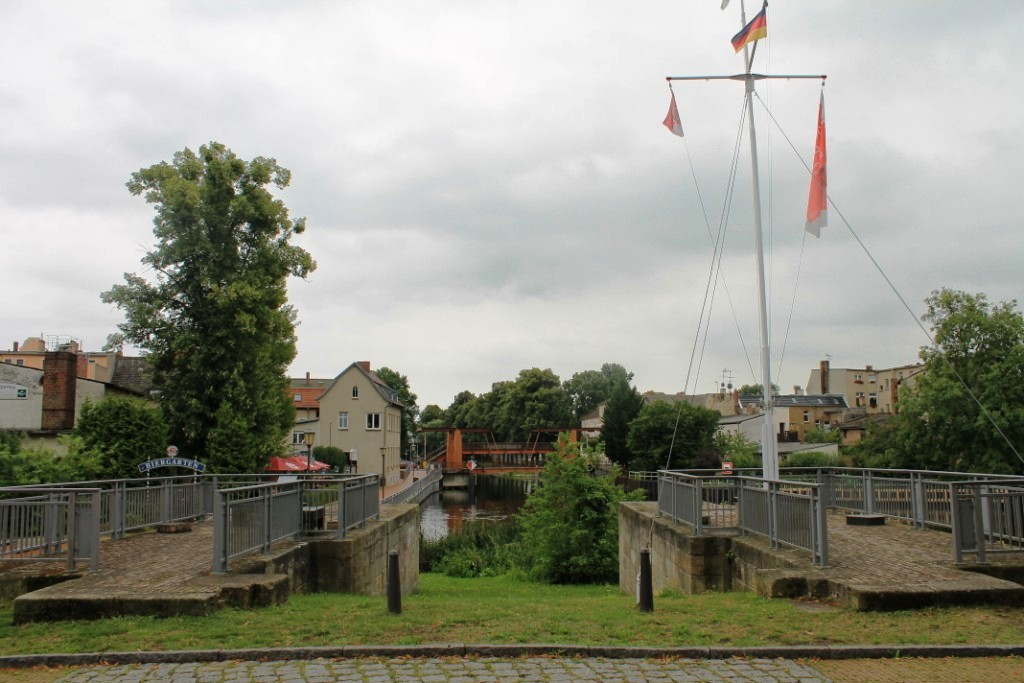
Alte Schleuse Zehdenick
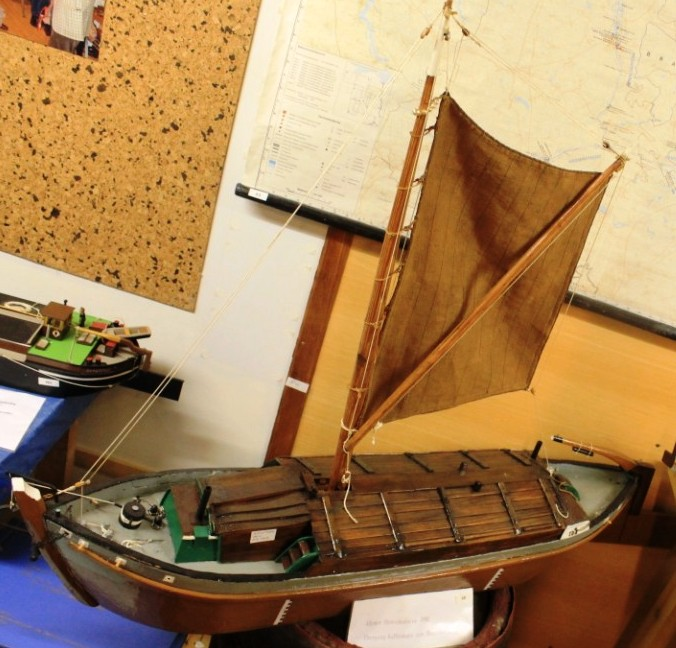
Modell auf dem Zehdenicker Schiffermuseum
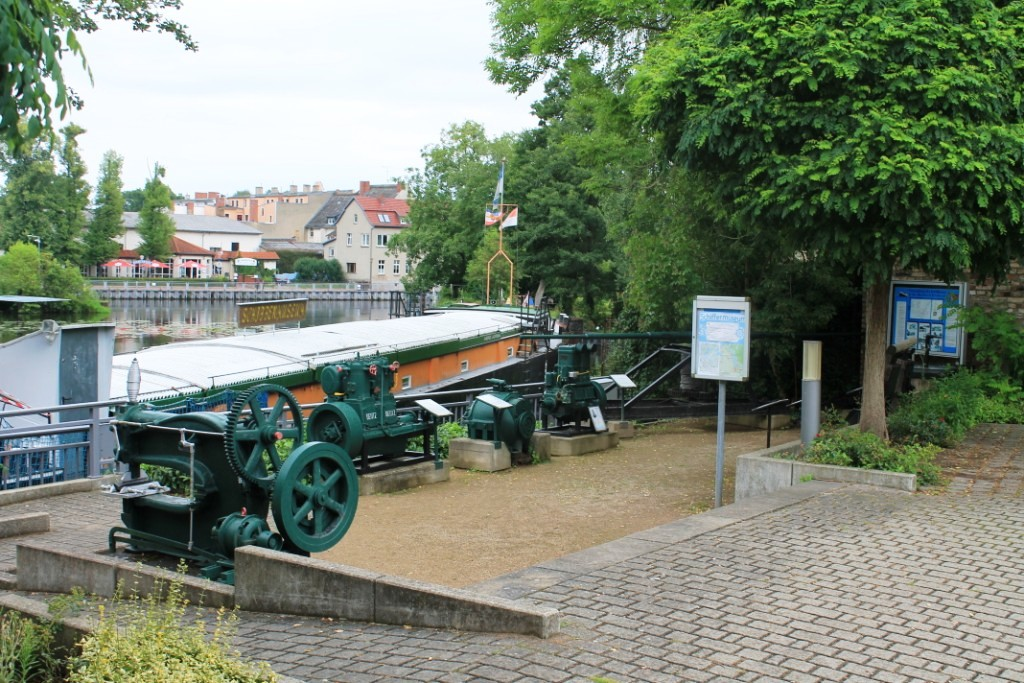
Schiffermuseum Zehdenick, Eingangsbereich
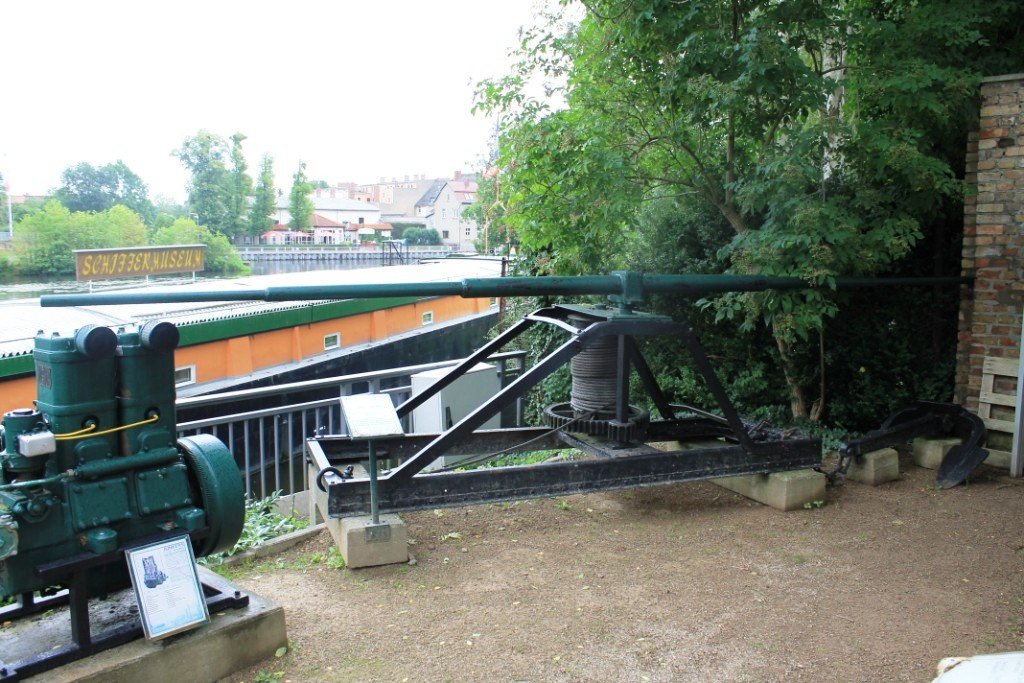
Carola, Slip-Göpel